# Godło Republiki Chińskiej
Godłem Republiki Chińskiej jest znak solarny, który jest popularnym w Azji symbolem łączonym z pozytywnymi konotacjami. Dwanaście promieni symbolizuje postęp oraz porządek jak na tarczy zegarowej. Błękitny krąg odzwierciedla demokrację, sprawiedliwość i równość. Biel – czystość, dobrobyt i świetlaną przyszłość. Godło Tajwanu jest zaczerpnięte z emblematu partyjnego Kuomintangu.

## Historyczne wersje godła

Pieczęć Republiki Tajwanu z roku 1895
Herb Republiki Chińskiej oraz Cesarstwa Chińskiego w latach 1913–1928